# Świerczyna (wieś w powiecie kaliskim)
Świerczyna – wieś w Polsce, położona w województwie wielkopolskim, w powiecie kaliskim, w gminie Brzeziny.
W latach 1975–1998 miejscowość należała administracyjnie do województwa kaliskiego.